# Херман I (Тюрингия)
Херман I фон Тюрингия (на немски: Hermann I von Thüringen, * 1155, † 25 април 1217, Гота) от род Лудовинги, е пфалцграф на Саксония от 1181 и ландграф на Тюрингия от 1190 година.

## Биография
Той е четвъртият син на ландграф Лудвиг II Железния († 1172) и Юта Швабска (1133 – 1191) от род Хоенщауфен, дъщеря на Фридрих II, херцог на Швабия, полусестра на император Фридрих I Барбароса.
През 1181 г. брат му ландграф Лудвиг III му дава Пфалцграфство Саксония. През 1190 г. Херман наследява брат си Лудвиг III и става ландграф на Тюрингия.
През 1197 г. Херман участва в кръстоносния поход на император Хайнрих VI, който е прекъснат преждевременно заради неочакваната смърт на Хайнрих.
Херман I умира на 25 април 1217 г. в Гота и е погребан в Катаринския манастир в Айзенах. Негов наследник е синът му Лудвиг IV.

## Семейство и деца
Първи брак: през 1182 г. със София фон Зомершенбург († 1189/1190), вдовица на граф Хайнрих I фон Ветин († 1181), дъщеря на Фридрих II фон Зомершенбург, пфалцграф на Саксония. Те имат две дъщери:
- Юта (* 1184, † 1235), ∞ I. 1197 маркграф Дитрих фон Майсен († 1221); ∞ II. 1223 Попо VII фон Хенеберг († 1245)
- Хедвиг († 1247), ∞ 1211 граф Албрехт II фон Орламюнде, граф на Холщайн († 1245)

Втори брак: през 1196 г. със София фон Вителсбах (* 1170, † 1238), дъщеря на херцог Ото I от Бавария. Двамата имат шест деца:
- Ирмгард (* 1196, † 1244), ∞ 1211 княз Хайнрих I фон Анхалт († 1252)
- Херман (* пр. 1200, † 1216)
- Лудвиг IV Светия (* 1200, † 1227), 1217 – 1227 ландграф на Тюрингия, ∞ 1221 Св. Елисавета (1207 – 1231, 1235 Светия), дъщеря на крал Андраш II от Унгария
- Хайнрих Распе IV (1204 – 1247), 1227 – 1247 ландграф на Тюрингия, 1246/1247 римско-немски гегенкрал
- Агнес (* 1205, † пр. 1247), ∞ I. 1225 Хайнрих Жестоки Бабенберг (* 1208, † 1228), син на херцог Леополд VI Бабенберг и Теодора Ангелина, II. ∞ 1229 херцог Албрехт I от Саксония († 1261)
- Конрад (* 1206/1207, † 1240), 1239/1240 Велик магистър на Тевтонския орден